# 毛叶羽叶楸
毛叶羽叶楸（学名：Stereospermum neuranthum）为紫葳科羽叶楸属的植物。分布于老挝、越南、缅甸、泰国、印度以及中国大陆的云南等地，生长于海拔540米至1,600米的地区，常生长在山坡疏林中，目前尚未由人工引种栽培。